# Аккум (Отирарський район)
Акку́м (каз. Аққұм) — село у складі Отирарського району Туркестанської області Казахстану. Адміністративний центр та єдиний населений пункт Аккумського сільського округу.
Населення — 1517 осіб (2021; 1749 у 2009, 2546 у 1999, 1849 у 1989).